# Five (budova, Praha 5)
Five je kancelářská budova, která se nachází na Smíchově, v ulicích Na Valentince a Svornosti v Praze 5. Jejím investorem a developerem byla společnost Skanska Commercial Development Europe. V letech 2015–2017 ji podle architektonického návrhu studia QARTA Architektura postavila Skanska, divize Pozemní stavitelství. Budova byla v červnu 2017 prodána za 50 mil EUR německému realitnímu fondu spravovaném společností Triuva, dnes Patrizia.
Budova o celkové pronajímatelné ploše 14 400 m² je plně pronajata. 80 % budovy využívá MSD IT Global Innovation Hub, součást farmaceutické společnosti Merck & Co Inc. Dalšími nájemci budovy jsou firmy Roche Diagnostics, EBM Group, U1 Lighting a stylová restaurace Dave B - Taste Five provozovaná společností Sodexo.
Budova získala v roce 2017 mezinárodní environmentální certifikaci LEED Platinum.

## Popis
Projekt administrativní budovy byl postaven na pozemku bývalé tramvajové a později trolejbusové vozovny, na kterou odkazuje řada prvků zachovaných jak v exteriéru, tak v interiéru budovy. Jedná se například o historickou stěnu vozovny, na níž navazuje novostavba, dále starý komín a historické hodiny, které byly restaurovány a umístěny v lobby Five. K dalším industriálním architektonickým prvkům patří také druhý plášť fasády z tahokovu a v interiérech přiznaný beton a odhalená instalační vedení na stropech. V lobby budovy je také umístěný street art Jakuba Matušky aka Maskera.
Část střechy je upravená do pobytové terasy pro nájemce, ze které je výhled na Smíchov, železniční most přes Vltavu a na Vyšehrad.

## Ocenění
Budova Five získala následující ocenění:
- CIJ Awards - Leading Green Building of the Year 2017
- Best of Realty - Nová administrativní centra roku 2017 (2. místo)
- CEE Quality Awards - Best Office Development, Green Leadership 2017 (vyhlašováno ve Varšavě pro celý region)